# Татри (пам'ятка природи)
Та́три — ботанічна пам'ятка природи місцевого значення в Україні. Об'єкт розташований на території Тлумацького району Івано-Франківської області, село Вікняни. 
Площа — 1,5 га, статус отриманий у 1996 році.